# Francesc d'Urries
Francesc d'Urries o Francesc d'Urriés o nom complet Francesc Jordà d'Urríes —de naixement Francisco Jordán de Urríes— (Osca, ? — Osca, 26 d'octubre de 1551) fou un religiós que ostentà el títol de Bisbe de Patti (1518-1534) i bisbe d'Urgell i copríncep d'Andorra (1534 - 1551).
Prové, igual que el seu antecessor al capdavant del bisbat d'Urgell; Pere Jordán de Urriés del llinatge dels Jordán de Urriés.

## Casa Jordán de Urriés
La casa Jordán de Urriés fou una família noble aragonesa que posseí els títols de marquesat d'Ayerbe, Velilla de Ebro, vescomtes de Roda, d'entre altres.
L'escut d'armes consisteix en un escut quarterat, dels quals el quartet primer i quart són d'or amb dos pals de gules i el segon i tercer són de gules llisos i sobre un escussó d'or amb quatre pals de gules aragoneses.

## Biografia
Fou fill dels barons d'Ayerbe. Va néixer a Osca, on probablement morí, a la residència dels seus familiars.
El 1532 fou bisbe de Patti (Sicília), i ja en aquella època actuava a la diòcesi d'Urgell. Poc després, el 1534 n'esdevé bisbe. Com a bisbe d'Urgell va residir molt fora de la diòcesi, on nomenà dos bisbes titulars: el dominicà Baltasar de Heredia (1535-40) i Joan Punyet —que serà el seu successor al capdavant del bisbat d'Urgell— (1550-51).
El 21 de juny de 1518, va ser nomenat pel papa Lleó X com a bisbe de Patti. El 8 de juny de 1534 fou nomenat Bisbe d'Urgell pel papa Climent VII. Va ser Bisbe d'Urgell fins a la seva mort el 26 d'octubre de 1551. Mentre fou bisbe, fou co-consagrador principal de Martín Pérez de Ayala, arquebisbe de València (1548).
Va celebrar dos sínodes, els anys 1542 i 1545, i imprimir un ordinari el 1536.
No se sap del cert exactament on morí, algunes fonts assenyalen que fou a Urgell (actual, La Seu d'Urgell) d'on n'era bisbe mentre que altres fonts assenyalen que fou a Osca (o Ayerbe) on hi passava llargues temporades (més probable aquesta darrera). Fou enterrat a la vila d'Ayerbe a Osca (Aragó).